# Struikzwiepfluiter
De struikzwiepfluiter (Psophodes cristatus) is een zangvogel uit de familie Psophodidae (zwiepfluiters).

## Verspreiding en leefgebied
Deze soort is endemisch in het zuidelijke deel van Centraal-Australië.